# ロージェノ
ロージェノ（伊: Rogeno）は、イタリア共和国ロンバルディア州レッコ県にある、人口約3,100人の基礎自治体（コムーネ）。

## 地理

### 位置・広がり
レッコ県南西部、プジアーノ湖に面するコムーネ。県都レッコから南西へ13km、コモから東南東へ15km、州都ミラノから北へ36kmの距離にある。

#### 隣接コムーネ
隣接するコムーネは以下の通り。括弧内のCOはコモ県所属を示す。
- ボジージオ・パリーニ
- コスタ・マズナーガ
- エウピーリオ (CO)
- メローネ (CO)
- モルテーノ

### 気候分類・地震分類
気候分類では、zona E, 2484 GGに分類される。
また、イタリアの地震リスク階級 (it) では、zona 3 (sismicità bassa) に分類される。

## 行政

### 分離集落
ロージェノには、以下の分離集落（フラツィオーネ）がある。
- Casletto, Calvenzana, Maggiolino, Maglio

## 交通
- コモ＝レッコ線 (it:Ferrovia Como-Lecco) 
  - カズレット＝ロージェノ駅 (it:Stazione di Casletto-Rogeno)